# Um Ano Inesquecível - Verão
Um Ano Inesquecível - Verão é um filme de comédia romântica brasileiro, produzido pela Panorâmica Filmes com distribuição da Prime Video fazendo parte da franquia de filmes Um Ano Inesquecível. É baseado no conto Amor de Carnaval (Thalita Rebouças) do bestseller Um Ano Inesquecível, das escritoras Paula Pimenta, Bruna Vieira, Thalita Rebouças e Babi Dewet, lançado em 2015. O filme estreou em 2 de junho de 2023 no Prime Video. 

## Sinopse
Inha (Lívia Inhudes) é uma jovem do interior que sonha em estudar moda em Paris, mas para isso, precisa de um currículo que impressione os avaliadores. Ela tem apenas até o final do verão para comprovar alguma experiência prática em moda, então aproveita uma viagem para tentar uma vaga de costureira na Portela, ao lado de ninguém menos que Carrie Catherine (Mariana Rios) – criadora de fantasias internacionalmente conhecida. Ao frequentar os bastidores da escola de samba, a personagem se apaixona por Guima (Micael Borges), um escultor de alegorias, e descobre o universo fascinante do Carnaval.

## Elenco
- Lívia Inhudes como Flávia Torres (Inha) [8]
- Micael Borges como Humberto Guimarães (Guima)
- Mariana Rios como Carrie Catherine Goldenblat
- Júlia Gomes como Karina Mendes (Kaká)
- Duda Santos como Tati
- Patrícia Ramos como Queilinha Quero-Quero
- Késia Estácio como Arlete
- Isaias Silva como Joca
- Diego Martins como Tavinho Torres
- André Mattos como Prefeito Otávio Torres
- Zezeh Barbosa como Dona Maria
- Regina Sampaio como Vó da Inha
- Guilherme Dellorto como Heitor
- Maitê Padilha como Mabel

## Produção
Em 14 de abril de 2022 foi anunciada a produção do quarto e último filme da franquia Original Amazon "Um Ano Inesquecível" . Um Ano Inesquecível – Verão é baseado no conto de Thalita Rebouças e tem o Carnaval como pano de fundo para a história. O primeiro teaser do longa foi exibido na CCXP 2022.
Thalita Rebouças e a produção foram homenageados em 01 de junho de 2023 pela diretoria da Majestade do Samba, a Portela na tradicional Feijoada da Família Portelense. A homenagem aconteceu justamente por ajudar a levar um pouquinho da Portela para o mundo, através do longa.